# (12622) Doppelmayr
(12622) Doppelmayr ist ein Asteroid des mittleren Hauptgürtels, der am 24. September 1960 von dem niederländischen Astronomenehepaar Cornelis Johannes van Houten und Ingrid van Houten-Groeneveld entdeckt wurde. Die Entdeckung geschah im Rahmen des Palomar-Leiden-Surveys, bei dem von Tom Gehrels mit dem 120-cm-Oschin-Schmidt-Teleskop des Palomar-Observatoriums aufgenommene Feldplatten an der Universität Leiden durchmustert wurden.
Der mittlere Durchmesser des Asteroiden wurde mit 3,081 (±0,300) km berechnet.
Nach der SMASS-Klassifikation (Small Main-Belt Asteroid Spectroscopic Survey) wurde bei einer spektroskopischen Untersuchung von Gianluca Masi, Sergio Foglia und Richard P. Binzel bei (12622) Doppelmayr von einer hellen Oberfläche ausgegangen, es könnte sich also, grob gesehen, um einen S-Asteroiden handeln. Die Albedo des Asteroiden wurde später mit 0,269 (±0,069) berechnet.
(12622) Doppelmayr wurde am 22. Januar 2008 nach dem deutschen Astronomen und Mathematiker Johann Gabriel Doppelmayr (1677–1750) benannt, dessen 1742 veröffentlichter Atlas Coelestis einer der wichtigsten Himmelsatlanten des 18. Jahrhunderts war.